# Seefeld-Kadolz
Seefeld-Kadolz osztrák mezőváros Alsó-Ausztria Hollabrunni járásában. 2022 januárjában 976 lakosa volt. 

## Elhelyezkedése

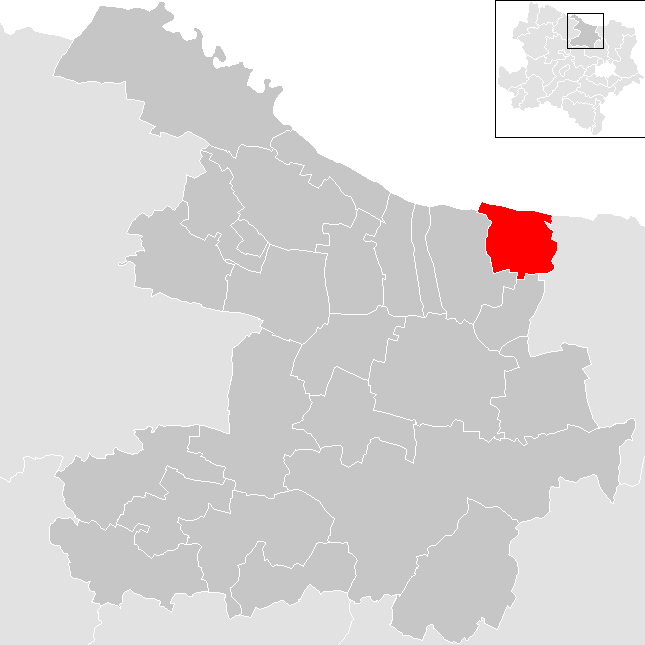
Seefeld-Kadolz a Hollabrunni járásban

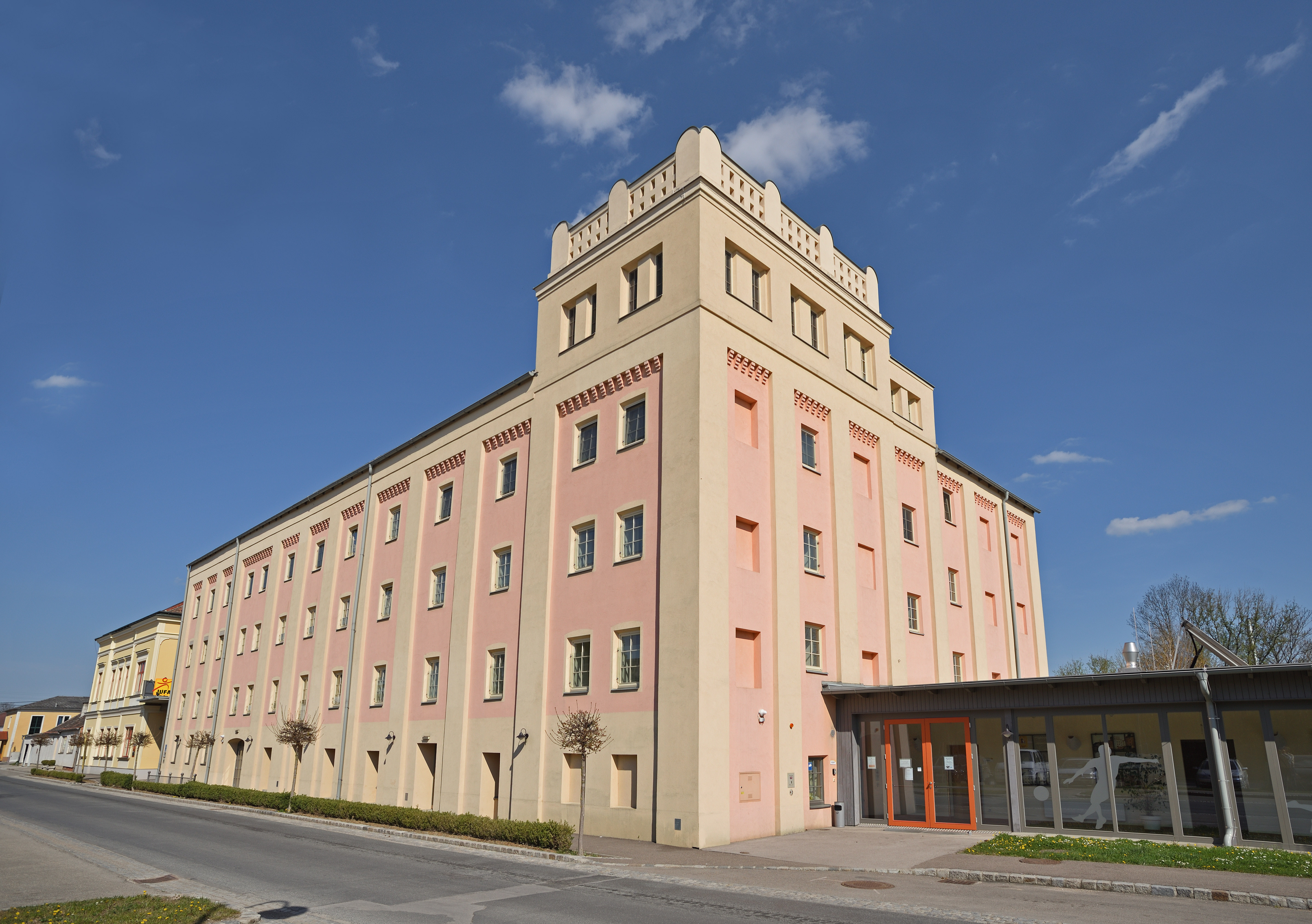
A volt gőzmalom

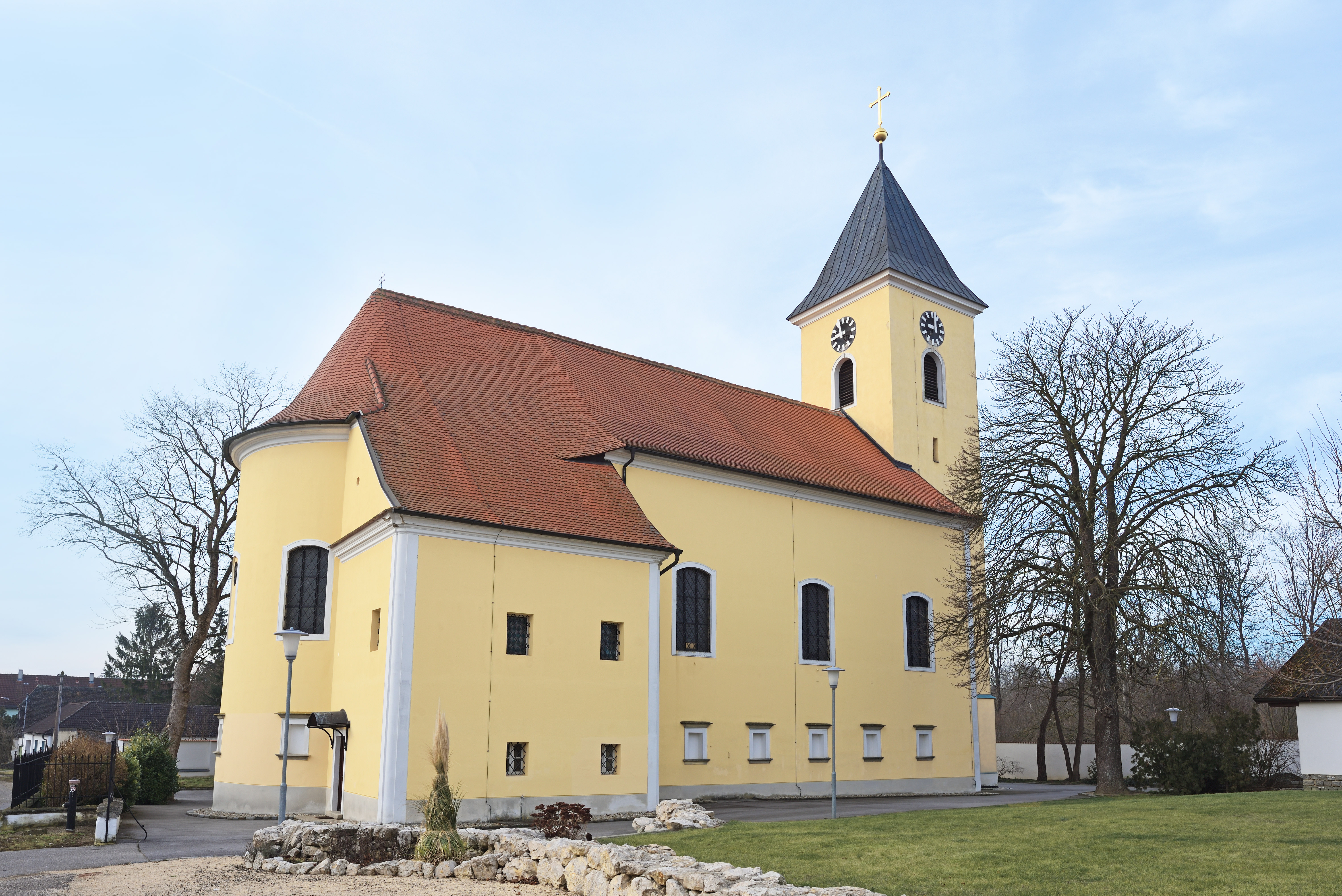
A Szt. Anna-templom

Seefeld-Kadolz a tartomány Weinviertel régiójában fekszik, a Seefelder Bach folyó mentén, közvetlenül a cseh határnál. Területének 7,3%-a erdő, 5,4% szőlő, 77,2% áll egyéb mezőgazdasági művelés alatt. Az önkormányzat két települést egyesít: Großkadolz (609 lakos 2022-ben) és Seefeld (367 lakos).
A környező önkormányzatok: keletre Großharras, délre Mailberg, nyugatra Hadres, északnyugatra Slup, északkeletre Jaroslavice (utóbbi kettő Csehországban).

## Története
Kadolzot már 1108-ban mezővárosként említik. Birtokosai, a 11. századig visszavezethető Chadolte nemesi család, róla nevezték el magukat. A 12. század közepe táján megépült a vára, amely a Bécs-Znojmo-Prága utat ellenőrizte. A család kihalása után a birtok Habsburg Rudolf királyra szállt vissza, aki azt III. Friedrich von Zollern nürnbergi várgrófnak adományozta. A seefeldi uradalom ekkor kapta azt a kiváltságot, hogy kikerült a birodalmi hűbéri láncolatból és ura közvetlenül a császár alá tartozott. A birtok 1292-1594 között a Kuenring család kezén volt. 1336-ban János cseh király négy hétig ostromolta a várat, míg VII. Albero von Kuenring meg nem adta magát.
1360 májusában Nagy Lajos magyar király közvetítésével Seefeldben találkozott egymással IV. Károly császár és lázadó veje, IV. Rudolf herceg. 1543-ban itt gyilkolták meg Florian von Kuenringet. Az utolsó Kuenringet, Johann Ladislaust Seefeld Szt. Anna-templomában temették el. A család kihalása és az örökösödési viták után Hans Wilhelm zu Hardegg gróf vásárolta meg előbb Kadolzot 1629-ben, majd Seefeldet 1662-ben. Mikor a család 1656-ban eladta korábbi székhelyét, Hardegg várát, utána Seefeldbe költöztek. A 18. század elején a Julius és Johann fivérek a korábbi vár alapjain megépíttették a mai barokk kastélyt, amely máig a család birtokában maradt. 

## Lakosság
A Seefeld-Kadolz-i önkormányzat területén 2022 januárjában 976 fő élt. A lakosságszám 1890-ben érte el a csúcspontját 2413 fővel, azóta hosszas csökkenés után az utóbbi évtizedekben stabilizálódott. 2020-ban az ittlakók 94,5%-a volt osztrák állampolgár; a külföldiek közül 0,7% a régi (2004 előtti), 3,7% az új EU-tagállamokból érkezett. 0,6% az egykori Jugoszlávia (Szlovénia és Horvátország nélkül) vagy Törökország, 0,5% egyéb országok polgára volt. 2001-ben a lakosok 90,9%-a római katolikusnak, 2,3% evangélikusnak, 5,1% pedig felekezeten kívülinek vallotta magát. Ugyanekkor 2 magyar élt a mezővárosban; a legnagyobb nemzetiségi csoportot a németek (92,5%) mellett a csehek alkották 4,2%-kal.

## Látnivalók
- a seefeldi kastély
- a seefeldi Szt. Anna-plébániatemplom
- a 19. századi ún. Schuster-malom (volt gőzmalom)
- a kadolzi harangtorony

## Fordítás
- Ez a szócikk részben vagy egészben  a   Seefeld-Kadolz című német Wikipédia-szócikk ezen változatának fordításán alapul.  Az eredeti cikk szerkesztőit annak laptörténete sorolja fel. Ez a jelzés csupán a megfogalmazás eredetét és a szerzői jogokat jelzi, nem szolgál a cikkben szereplő információk forrásmegjelöléseként.